# 감만동
감만동(戡蠻洞)은 부산광역시 남구의 법정동이다. 행정동 감만1~2동으로 나뉜다.

## 아파트
감만현대아파트 
서희건설 남구 오션파크 서희스타힐스